# Mchinga
Mchinga è una circoscrizione rurale (rural ward) della Tanzania situata nel distretto rurale di Lindi, regione di Lindi. Conta una popolazione di 6 063 abitanti (censimento 2012).